# Polidectes
|  | Per a altres significats, vegeu «Polidectes d'Esparta». |

D'acord amb la mitologia grega, Polidectes (en grec antic: Πολυδέκτης), va ser un rei de Sèrifos, fill de Magnes i d'una nàiade, de vegades anomenada Cerèbia, i descendent d'Èol.
Polidectes i el seu germà Dictis es van establir a l'illa de Sèrifos. Dictis, o segons altres tradicions, el mateix Polidectes, va acollir Dànae, quan aquesta anà a refugiar-se amb el petit Perseu, a les costes de l'illa, perquè les onades del mar, en una forta tempesta, els van llençar contra la riba. Polidectes es va enamorar de Dànae, i per allunyar Perseu quan el noi va arribar a l'edat viril, l'envià a buscar el cap de Medusa, amb l'excusa d'oferir-lo com a regal de noces a Hipodàmia, la filla d'Enòmau. Quan Perseu era absent, Polidectes va intentar forçar Dànae, que es va refugiar amb Dictis prop dels altars. Quan Perseu va tornar el va convertir en pedra amb l'ajuda del cap de Medusa.